# Автобиографическая память
Автобиографи́ческая па́мять — специфическая разновидность декларативной памяти для фиксации, хранения, интерпретации и актуализации автобиографической информации.
Автобиографическая память может быть определена как высшая мнемическая функция, организованная по смысловому принципу, оперирующая с личностно отнесённым опытом, которая обеспечивает формирование субъективной истории жизни и переживание себя как уникального протяжённого во времени субъекта жизненного пути (В. В. Нуркова).
Данный вид памяти невозможно однозначно отнести к одной из двух систем декларативной памяти — семантической или эпизодической (по классической классификации Э. Тульвинга), так как автобиографическая память обладает свойствами обеих этих систем — она содержит как знания человека о себе самом, так и воспоминания о событиях, которые происходили с этим человеком.

## Функции
Выделяют три основные группы функций автобиографической памяти:
1. Интерсубъективные — связаны с жизнью человека в обществе. К таким функциям относятся:
  - достижение социальной солидарности или отторжения
  - передача личного опыта
  - формирование межличностных отношений
  - предсказание поведения других людей по аналогии с событиями своей жизни
  - эмпатия
2. Интрасубъективные — связаны с личностной саморегуляцией. К ним относятся:
  - саморегуляция
  - формирование Я-концепции
  - выбор жизненных стратегий
3. Экзистенциальные — связанные с переживанием и пониманием своей уникальности. К ним относятся:
  - формирование идентичности
  - периодизация жизненного пути
  - самопознание
  - смыслообразование
  - самоопределение
  - культурная самоотнесенность
  - осознание собственной уникальности

## Модель автобиографической памяти
Одной из наиболее полных моделей автобиографической памяти является предложенная М. Конвеем и К. Плейдел-Пирсом модель трёхкомпонентной структуры. В рамках данной модели автобиографическая память делится на три уровня (в зависимости от уровня специфичности воспоминаний по отношению к конкретному моменту):
- Периоды жизни — уровень включает в себя общие знания о значимых для человека окружающих людях, привычные местах, действиях, занятиях, планах и целях, характеризующих определённый период его жизни. Под периодами жизни здесь нужно понимать различные периоды времени с идентифицируемым началом и концом. На данном уровне, согласно модели, имеются общие знания о том или ином периоде жизни и о его длительности, при этом один хронологический период может содержать несколько жизненных периодов, связанных каждый со своим участком базы автобиографических знаний. Кроме того, различные жизненные периоды могут быть тематически связаны, формируя тем самым темы более высокого порядка (например «работа», «отношения» и т. д.).[3]
- Общие события — на данном уровне знания более конкретны, нежели жизненные периоды, но при этом более неоднородны. Общие события охватывают как повторяющиеся эпизоды жизни (например, «вечерние прогулки в парке»), так и единичные моменты (например, «моя поездка в Париж»). Предполагается, что воспоминания, относящиеся к общим событиям, связаны со знаниями о достижении различных жизненных целей. Эти знания важны для человека, поскольку содержат важную информацию о нём самом и играют важную роль в формировании Я-концепции (например, воспоминания о том, как легко был приобретён определённый навык). Наиболее яркие воспоминания характерны для моментов достижения той или иной цели (или невозможности достичь её).[3]
- Знания, присущие определённому моменту — чёткая и детализованная информация о конкретных событиях, часто представленная в форме зрительных образов или иных сенсорно-перцептивных особенностей. Этот тип воспоминаний в большинстве случаев недолго хранится в памяти.[4] Исключениями являются знания о:
  1. Событиях, отмечающих начало пути к долгосрочной цели.
  2. Событиях, меняющих планы относительно первоначальных целей.
  3. Событиях, подтверждающих определённые убеждения и цели.
  4. Событиях прошлого, направляющих поведение человека в настоящий момент.

Три уровня данной модели иерархически организованы внутри базы автобиографических знаний, вместе они составляют общую историю жизни человека. Воспоминания, касающиеся периодов жизни, связаны с воспоминаниями об общих событиях, а те, в свою очередь, со знаниями, присущими определённому моменту. Когда определённый сигнал активирует иерархию базы автобиографических знаний, становятся доступными все три уровня знаний, и формируется автобиографическое воспоминание.
К автобиографической памяти относится феномен воспоминания-вспышки- яркого воспоминания момента и обстоятельств, при которых человек впервые узнал о том или ином неожиданном важном событии, которое его чрезвычайно сильно эмоционально взволновало. Феномен впервые описан Роджером Брауном и Джеймсом Куликом в 1977 году.

## Методы изучения

### Дневниковый метод
Воспоминания могут быть неточными, так как важные детали непосредственного опыта часто забываются или искажаются в памяти. Дневниковый метод позволяет обойти эти вопросы, так как для него набираются группы участников, которые долгое время (несколько недель или месяцев) делают записи о повседневных событиях, которые им запомнились. Таким образом можно собрать в достаточной степени соответствующую реальности выборку автобиографических воспоминаний. Позже эти истинные воспоминания можно включать в тестирования памяти, где реальные дневниковые записи сравниваются с фальсифицированными. Результаты подобных исследований говорят об уровне детализации воспоминаний, хранящихся в автобиографической памяти в течение длительного времени. Таким образом можно выделить особенности, делающие одни воспоминания более запоминающимися, нежели другие.

### Проба памяти
Данный метод первоначально был разработан Ф. Гальтоном в 1879 году. В пробе используется список слов, служащих подсказками для вызова в памяти тех или иных автобиографических воспоминаний, которые затем как можно более подробно пытается описать участник исследования. Результаты затем могут быть использованы для улучшения понимания того, как вызвать в памяти то или иное автобиографическое воспоминание. Особенно актуальны такие исследования в случаях, связанных с повреждениями головного мозга или амнезиями.
Некоторые исследования подобного рода использовали в роли подсказок невербальные сигналы: запахи и визуальные образы. Исследователи Чу и Даунс обнаружили многочисленные свидетельства того, что запахи являются особенно эффективными стимулами для припоминания автобиографических воспоминаний. Связанные с запахами воспоминания о конкретных событиях оказывались более подробными и эмоционально насыщенными, нежели воспоминания, связанные с вербальными, визуальными и прочими не связанными с запахами стимулами.

## Роль человека в воспоминаниях
Часто при вспоминании определённых событий люди вновь видят связанные с этими событиями зрительные образы. Важной характеристикой этих образов является роль, которую в них занимает сам человек. Существует две основные роли:
- Участник — человек не видит в поле зрения самого себя, когда вспоминает это событие.[13] Он видит ситуацию так же, как видел её раньше собственными глазами, то есть поле зрения человека в воспоминании соответствует полю зрения в первоначальной ситуации.
- Наблюдатель — человек вспоминает ситуацию с позиции наблюдателя, не участвующего в действии, то есть видит всю ситуация и себя в ней с внешней точки зрения.[13] Конкретные характеристики пространственного положения этой точки очень различны, часто она отличается в различных воспоминаниях.

Роли участника и наблюдателя иначе называются «дорефлексивной» и «рефлексивной» соответственно. Достоверно известно, что при воспроизведении воспоминаний с дорефлексивной и рефлексивной точек зрения активируются разные участки мозга.

## Точность автобиографической памяти
Экспериментально подтверждено, что автобиографическая память может легко подвергаться искажениям. Одно из исследований, где изучался этот феномен, принадлежит Э. Лофтус: участниками были пары братьев и сестёр, в которых старший сиблинг рассказывал младшему про случай из детства, которого на самом деле не происходило. Через некоторое время в ходе проверки памяти у младших сиблингов было обнаружено, что до 25 % испытуемых после подобной процедуры считали вымышленные события реальными детскими воспоминаниями.
Для внушения ложных содержаний памяти разработаны различные приёмы. В частности, доказано, что наиболее сильный внушающий эффект оказывают фотографии. Их визуальная очевидность заставляет испытуемых искажать свои автобиографические воспоминания.
Пример: в работе К. Уэйд, М. Марри, Дж. Рида и Д. Линдсея с помощью графического редактора Photoshop изменяли детские фотографии испытуемых, помещая на фотографию воздушный шар. После, рассматривая фотографии и видя среди них подделку, около 50 % испытуемых в подробностях описывали данный момент своей биографии. При этом когда им рассказывали о фальсификации, они отказывались признавать данный факт и продолжали считать воспоминание правдивым. Этот эффект достигается за счёт диссонанса между авторитетным источником, в котором говорится о факте из жизни человека, и отсутствием данного воспоминания в собственной биографии. Чтобы разрешить ситуацию диссонанса, сознание создаёт ложное воспоминание и встраивает его в автобиографическую память, поэтому ложное воспоминание кажется знакомым. Схожий эффект наблюдается в тех случаях, когда люди, занимающиеся творческой деятельностью, неосознанно принимают чужой опыт за свой собственный, например, некоторые писатели воспринимают события из жизни своих героев так, словно сами переживали нечто подобное.

## Забывание в автобиографической памяти
В соответствии с основными закономерностями памяти события далёкого прошлого постепенно должны забываться, уступая место недавним воспоминаниям. Подобные закономерности действительно характерны для автобиографической памяти, но в отличие от других видов долговременной памяти, эти закономерности оказывают существенное влияние на автобиографические воспоминания лишь в течение приблизительно одного года. Если рассматривать более длительные периоды времени, можно видеть иные свойства, присущие автобиографической памяти.
В частности, был описан эффект «пика» воспоминаний. Описанный впервые Д. Рубиным, С. Ветцлером и Р. Небисом, он заключается в том, что взрослые люди вспоминают гораздо больше событий, которые относятся к юности. При этом можно отметить что обычно положительные воспоминания преобладают, тогда как негативные менее выражены и быстрее забываются. Явление эффекта «пика» связывают с понятием идентичности: автобиографическая память важна для поддержания и формирования идентичности, поэтому можно предположить что события юности, запоминаются лучше, так как в этот возрастной период формируется «первая» самостоятельная идентичность. Опыт, полученный в юности, запоминается лучше из-за новизны и эмоциональной насыщенности, поэтому такие моменты становятся «опорными точками памяти».
Существует мнение, утверждающее, что за эффектом «пика» стоят не только универсальные, но и индивидуальные факторы. Идентичность постоянно формируется, она не достигается раз и навсегда, а «опорные точки памяти» считаются прерыванием идентичности. Эти моменты «прерванной идентичности» остаются в воспоминаниях как переломные события жизни, впоследствии в воспоминаниях этим событиям приписывается высокая значимость. Поскольку переломные события воспринимаются субъектом как маркер для определения такого состояния, как «прерванная идентичность», концентрация важных событий вокруг переломного момента обеспечивает максимальный доступ к содержанию памяти о тех периодах жизни, в которые происходило переопределение идентичности человека.

## Автобиографическая память при заболеваниях
Согласно метаанализу исследований, опубликованному в 2023 году, при депрессии с повышенной частотой наблюдается сверхобобщенная автобиографическая память — пациенты с большей лёгкостью вспоминают события, охватывавшие либо повторявшиеся на протяжении длительных периодов, нежели отдельные короткие события.